# Mirperus
Mirperus is een geslacht van wantsen uit de familie van de Alydidae (Kromsprietwantsen). Het geslacht werd voor het eerst wetenschappelijk beschreven door Stål in 1860.

## Soorten
Het genus bevat de volgende soorten:

- Mirperus demetrii (Kiritshenko, 1966)
- Mirperus jaculus (Thunberg, 1783)
- Mirperus torridus (Westwood, 1842)